# SN 2008br
SN 2008br – supernowa typu II odkryta 7 kwietnia 2008 roku w galaktyce IC2522. W momencie odkrycia miała maksymalną jasność 18,40m.